# Arquitectura georgiana

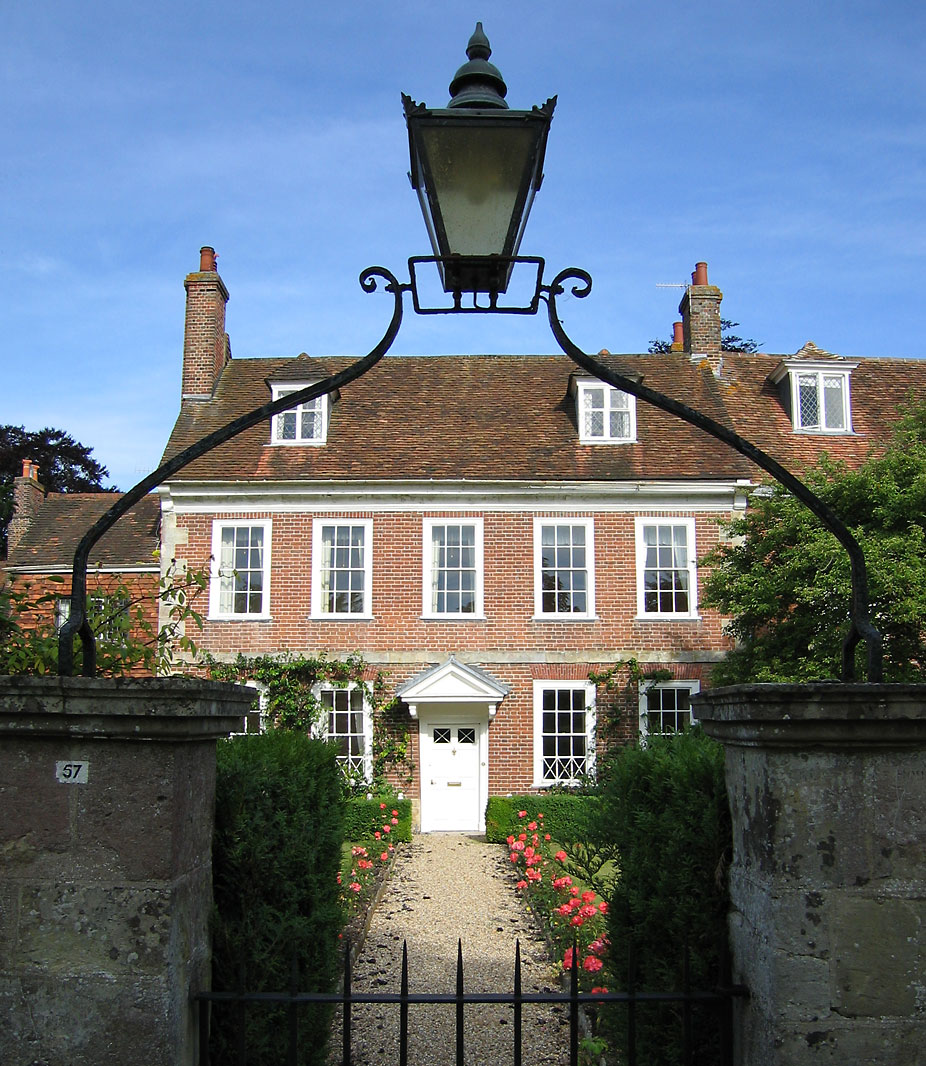
Casa georgiana a Salisbury.

L'arquitectura georgiana és un l'estil arquitectònic portat a terme entre 1720 i 1840 en els països de parla anglesa, anomenat així pels quatre reis britànics anomenats Jordi (George) que van regnar a Anglaterra des del 1714 fins a 1830.
Va succeir a l'estil barroc d'Anglaterra de Christopher Wren, John Vanbrugh i Nicholas Hawksmoor. Entre els primers arquitectes a promoure el canvi des del barroc estaven Colent Campbell i els seus gravats de Vitruvius Britannicus, Lord Burlington i el seu protegit William Kent, Thomas Archer i el venecià Giacomo Leoni, que va desenvolupar la seva carrera a Anglaterra.
Els estils resultants entren dins de diverses categories, en primer lloc i amb caràcter destacat es troba el Pal·ladianisme, utilitzat per l'arquitecte anglès Inigo Jones que va tenir una gran difusió a la decoració d'interiors i d'altra banda les variants angleses de l'estil rococó i el neogòtic.
Des del 1760 es van posar de moda diferents tipus d'arquitectura neoclàssica, associats amb els arquitectes britànics Robert Adam, James Gibbs, Sir William Chambers a qui és degut Somerset House a Londres, construït en la segona meitat del segle xviii, que constitueix un dels exemples més bells de l'aplicació d'aquest estil a l'arquitectura pública.
A l'Amèrica del Nord ja es deixa notar aquest estil abans de la seva independència, tanmateix és al voltant de 1785, quan l'estil georgià s'havia convertit en alguna cosa extremament popular gràcies a una versió autòctona denominada estil colonial o federal, que va evolucionar cap a un monumental neoclassicisme.
L'estil va tenir una revifalla a finals del s.XIX als Estats Units i a inicis del s.XX a la Gran Bretanya, en el que es denominà Neo-Georgià.
Les ciutats georgianes per excel·lència foren Edimburg, Bath el Dublin anterior a la independència, Londres i, en menor mesura, York i Bristol.

## Característiques
Dins la seva variabilitat, l'estil georgià està marcat per la simetria i proporció basada en l'arquitectura clàssica de Grècia i Roma, reinterpretada en el Renaixement. La ornamentació segueix normalment la tradició clàssica, si bé és típicament restringida i, sovint, és completament absent a l'exterior. Es dona gran importància a la simetria i l'equilibri, s'utilitzen relacions matemàtiques simples per definir la proporció entre alçària i amplada de finestres i portes i sovint es creen habitacions com un doble cub. En els edificis anteriors ampliats en estil georgià la manca de simetria resultant es percep com un greu defecte, si bé a partir d'un cert moment John Nash començà a introduir-la en una varietat d'estils. S'apreciava molt la regularitat de façanes al llarg d'un carrer.
L'estil georgià va coincidir amb un gran creixement de les ciutats. Els propietaris van promoure llargues fileres de cases idèntiques adossades (denominades terrace), amb bona qualitat constructiva, que van esdevenir tan populars que van substituir l'arquitectura vernàcula, fins i tot pot dir-se que el georgià va esdevenir la nova arquitectura vernàcula. Fins i tots els més rics van adoptar aquest estil de cases, especialment situades davant una plaça quadrada enjardinada (square). També apareixen en aquesta època els crescents, fileres de cases disposades semicircularment davant un jardí en forma de mitja lluna.
En les cases rurals l'estil georgià va incorporar reminiscències pal·ladianes, especialment una secció central de la façana amb quatre columnes clàssiques sota un frontó triangular. En esglésies, l'arquetip de les quals és la de Saint Martin-in-the-Fields de Londres, s'afegeix al davant una columnata de temple clàssic. L'estil es va emprar profusament també en tot tipus d'edificis públics, a cops amb un llenguatge exterior de forta inspiració clàssica, de vegades amb grans façanes senzilles de maó similars als palaus ciutadans de la Itàlia renaixentista.
El desenvolupament d'aquest estil va coincidir amb l'aparició de l'arquitecte format com a tal, que sovint dissenyava els edificis d'acord amb el propietari.